# Barzy-sur-Marne
Barzy-sur-Marne es una comuna francesa, situada en el departamento de Aisne, de la región de Alta Francia.

## Demografía
| 220 | 231 | 248 | 316 | 359 | 356 | 388 | 382 |
| Para los censos de 1962 a 1999 la población legal corresponde a la población sin duplicidades (Fuente: INSEE [Consultar]) |     |     |     |     |     |     |     |